# (110393) Rammstein
(110393) Rammstein es un asteroide (oficialmente un planeta menor) nombrado así en honor al grupo musical alemán Rammstein. Fue descubierto por el astrónomo francés Jean-Claude Merlin.
(110393) Rammstein está en una órbita elíptica alrededor del sol con una duración de 4,46 años, y con una distancia del sol, que varía desde los 370 millones de kilómetros (en el perihelio, el punto más cercano al sol) hasta los 440 millones de kilómetros (en el apoastro, su punto más alejado del sol).
El perihelio anterior ocurrió a las 4:00 UTC del 29 de agosto de 2006.
La órbita está inclinada 12,1 grados del plano elíptico (el plano de la órbita de la tierra alrededor del sol).
Aunque no se conoce exactamente sus medidas, un diámetro de 3 a 6 kilómetros es lo más probable.
El Centro de Planetas Menores (MPC por sus siglas en inglés), el cual es responsable para la designación de los cuerpos menores en el sistema solar, oficialmente anunció el nombre de «(110393) Rammstein» para el planeta menor, en sus circulares el 23 de febrero de 2006.